# NGC 6887
NGC 6887 (również PGC 64427) – galaktyka spiralna (Sbc), znajdująca się w gwiazdozbiorze Lunety. Odkrył ją John Herschel 24 lipca 1835 roku.